# نووی پازار
یِنی بازار (به صربی: Нови Пазар) شهری در استان زنتراصربین کشور صربستان است که جمعیت آن در سال ۲۰۰۶ میلادی ۵۵٫۸۶۴ نفر بوده‌است.

## جستارهای وابسته

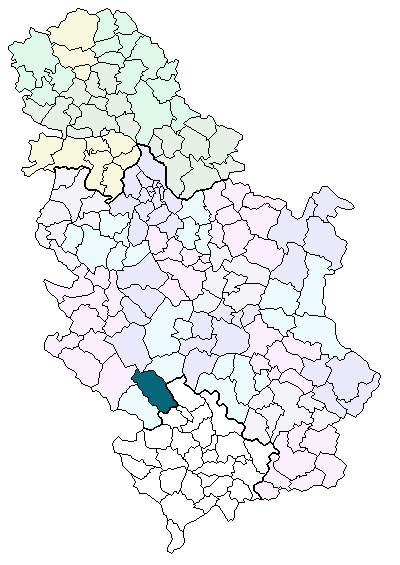